# 4672 Takuboku
4672 Takuboku eller 1988 HB är en asteroid i huvudbältet som upptäcktes den 17 april 1988 av de båda japanska astronomerna Seiji Ueda och Hiroshi Kaneda i Kushiro. Den är uppkallad efter Takuboku Ishikawa.
Asteroiden har en diameter på ungefär 28 kilometer.